# フィーバーパンチアウト
「フィーバーパンチアウト」は、1998年11月に大同（現: ビスティ）が発売した、ボウリングをモチーフとしたパチンコ機のシリーズ名。
『フィーバーパンチアウトDX』と『フィーバーパンチアウトDSP』と『フィーバーパンチアウトDGP』の3機種がある。

## 概要
液晶型のデジパチ。ブラックボックス機として登場し、シリーズ機全てが現金機で時短を搭載しているのが特徴である。画面処理用チップの容量増大に伴い、過去に発売された機種より、内容の濃い画面演出を表現できるようになった。12種類ある図柄のいずれかが揃えば時短に突入する。時短回数が一番多い図柄で大当たりした場合、大当たり確率以上の時短回数となるため、約半分以上がその時短内に再び大当たりする。上手く時短が重なれば、一気に出玉を増やすことも可能な機種であった。
時短搭載のデジパチとして、SANKYOから1995年に発売された『フィーバー忍NIN絵巻』と大同（現: ビスティ）から1997年に発売された『フィーバーサルカニチャンスD』がある。
演出には3人のキャラクターが登場する。1人目が「花丸たま子」である。たま子の年齢は13歳で、射手座のB型である。2人目が「須具利一」である。利一の年齢は21歳で、山羊座のAB型である。3人目が「Mr.ドルバコスキー」である。ドルバコスキーの年齢は33歳で、乙女座のO型である。3人の中ではドルバコスキーの演出が最も信頼できる。リーチアクションのモチーフとなっているのはボウリングである。3人のキャラのいずれかが球を投げ、全てのピンを倒すことができれば大当たりとなる。1球目で全てのピンが倒れることは少なく、スペアに挑戦する形で各リーチアクションに発展する。1球目で全てのピンを倒すストライク演出もある。
左右図柄が揃った後に、リーチ演出が始まるのは他の機種と同じだが、本機は左右に図柄が揃うまでのアクションが特殊である。左右の図柄が1コマズレた状態で一度停止した後、左か右に1コマスベリが発生するとリーチになる。リーチ発生後に、画面にピンが出現しなければノーマルリーチである。ピンが出現すれば3人のキャラクターのいずれかが出現して球を投げる演出に発展する。
『DX』は大当たり時に揃った図柄で時短回数が異なる。『DSP』は大当たり時の50%は時短回数が4回となり、時短無しも同然だが、残り50%の時短回数は多いのが特徴である。『DGP』は1回の大当たり出玉が少ない、羽根モノタイプのデジパチである。大当たり確率が高く、どの図柄揃いでも時短に突入するので、少しずつ出玉を増やし続けることが可能である。

## スペック
- フィーバーパンチアウトDX
  - 賞球数 5&13
  - 大当たり最高継続 16R
  - 大当たり確率 1/223
  - 時短回数
    - 3・5・7図柄 230回
    - シューズ・カップ・賞金図柄 120回
    - 1・2・4・6・8・9図柄 50回
- フィーバーパンチアウトDSP
  - 賞球数 6&15
  - 大当たり最高継続 16R
  - 大当たり確率 1/241
  - 時短回数
    - 3・5・7図柄 250回
    - シューズ・カップ・賞金図柄 200回
    - 1・2・4・6・8・9図柄 4回
- フィーバーパンチアウトDGP
  - 賞球数 5&11
  - 大当たり確率 1/121
    - 3・5・7図柄 150回
    - シューズ・カップ・賞金図柄 100回
    - 1・2・4・6・8・9図柄 50回

## 図柄
- 1
- 2
- 3
- 4
- 5
- 6
- 7
- 8
- 9
- シューズ
- カップ
- 賞金

## 演出
リーチアクションは各キャラクターごとにあり、出現率や大当たり信頼度もそれぞれ異なる。たま子リーチは3種類あり、「いきなりストライクリーチ」と「上投げショットリーチ」と「バズーカボンバーリーチ」のいずれかに発展する。いきなりストライクリーチに発展した場合は、その時点で大当たり確定となる。利一リーチは「いきなりストライクリーチ」と「熱血波動リーチ」と「血迷いアタックリーチ」の3種類である。利一リーチのいきなりストライクリーチも発展すれば大当たりが確定する演出である。このいきなりストライクリーチは、出現率の低い珍しいアクションである。ドルバコスキーリーチは2種類あり、ドルバコスキーが登場して球を持ち上げたのにそのまま投げないパターンと、「ビッグボウルクラッシュリーチ」のいずれかに発展する。各キャラクターごとのリーチ以外に、全回転のハイパーリーチがあり、発展すると最終フレームでのストライク3連発イベントが発生する。このイベントでは、たま子→利一→ドルバコスキーの順でストライクにチャレンジし、『DX』の場合、ターキーなら230回転時短の大当たりに、ダブルなら120回転時短の大当たりに、ストライクなら50回転時短の大当たりが確定する。
本機にはリーチの予告演出があり、デジタル回転開始時に画面が揺れるとスーパーリーチの予告となる。この画面が揺れる予告演出は、キャラが出てきただけでリーチに発展しないガセパターンもある。画面が揺れた後に白い光が走るパターンもあり、この場合は100%大当たりするハイパーリーチの予告となる。
通常時、保留が2個以下の場合のメインデジタルの変動時間は9.5秒であるのに対して、保留が3個以上の時は6.5秒まで短縮される。
小当たり確率は、通常時と時短中のどちらの状態でも変わらず26/29である。小当たりを抽選するミニデジタルの変動時間は、通常時が約29.8秒であるのに対して時短中は約5秒に短縮される。電チューの開放時間も通常時は0.3秒だが、時短中は2.3秒まで延長される。時短中の止め打ち攻略も可能である。
時短中はかなり電チューが玉を拾ってくれるため、止め打ちを行えば（ヘソ賞球が少ないとはいえ）玉増やしも可能だろう。時短中は盤面上部の枠ランプが点滅するので、それを基準に止め打ちすると良い。電チューが閉じた後、3回点滅したら打ち出せばOKだ。—『パチンコ攻略マガジン』1999年 1/24号、p.17
本機は、大当たり後に図柄が再抽選されることがある。ランクアップ型の再抽選なので、演出が発生した場合は揃った図柄よりも時短回数の多い図柄で再停止する。発生頻度はそれほど高くはない。

## コンシューマ移植
- FEVER～SANKYO公式パチンコシミュレーション（プレイステーション用)
  - 『FEVER～SANKYO公式パチンコシミュレーション』（プレイステーション用、インターナショナルカードシステム、1999年11月11日発売、SLPS-02371、JAN-4997940201016）に『フィーバーパンチアウトDX』が収録。